# Крівіна (Джурджу)
Крівіна (рум. Crivina) — село у повіті Джурджу в Румунії. Адміністративно підпорядковане місту Болінтін-Вале.
Село розташоване на відстані 24 км на захід від Бухареста, 60 км на північ від Джурджу, 136 км на південь від Брашова.

## Населення
За даними перепису населення 2002 року у селі проживали 928 осіб, усі — румуни. Усі жителі села рідною мовою назвали румунську.